# بابی فورد
بابی فورد (انگلیسی: Bobby Ford؛ زادهٔ ۲۲ سپتامبر ۱۹۷۴) بازیکن فوتبال اهل بریتانیا است.
از باشگاه‌هایی که در آن بازی کرده‌است می‌توان به باشگاه فوتبال آکسفورد یونایتد، باشگاه فوتبال بث سیتی، و باشگاه فوتبال شفیلد یونایتد اشاره کرد.